# Несено-Иржавец (Оржицкий район)

Несено-Иржавец (укр. Несено-Іржавець) — село,
Куйбышевский сельский совет,
Оржицкий район,
Полтавская область,
Украина.
Код КОАТУУ — 5323682606. Население по переписи 2001 года составляло 272 человека.

## Географическое положение
Село Несено-Иржавец находится у истоков реки Иржавец,
ниже по течению на расстоянии в 2 км расположено село Сауловка.
Река в этом месте пересыхает, на ней сделано несколько запруд.

## История
После 1945 присоеденен колхоз им. Сталина (трактир Ушакова), а после 1914 хутор Казеный (Иржавец)
Село указано на трехверстовке Полтавской области. Военно-топографическая карта.1869 года как хутор Несенов